# エルフルト綱領
エルフルト綱領（エルフルトこうりょう）は、ドイツ社会民主党が1891年の大会で採択した綱領。 エドゥアルト・ベルンシュタイン、アウグスト・ベーベル、カール・カウツキーの政治指導の下で起草されたもので、以前のゴータ綱領に取って代わるものであった。

## 概要
この綱領は10段落から成る原則部分（理由文）と、10項目の要求、5項目の労働者保護の要求の部分に大別される。
綱領は、資本主義の差し迫った死滅と、生産手段の社会主義的所有の必要性を宣言している。党は、革命活動によってではなく、合法的な政治参加によってこれらの目標を追求するつもりであった。カウツキーは、資本主義はその本質からして崩壊しなければならないので、社会主義者の当面の課題は、不可避である革命のためではなく、労働者の生活向上のために働くことであると主張した。

## 背景
ラサール主義色の強いゴータ綱領は、社会主義者鎮圧法下の闘争のなかでその欠陥が痛感され、ゴータ綱領は1887年に開かれたザンクト・ガレン大会で廃止されることが決議されていた。しかし、1890年に社会主義者取締法が廃止されると、それに伴う新しい情勢の下で新しい綱領が必要とされた。そこでアイゼナハ派のアウアー、ベーベル、ヴィルヘルム・リープクネヒトから成る小委員会が準備に当たったが、その過程でフォン・フォルマ―ら改良主義者や半アナーキスト的勢力からの反対があり、それらを排してカウツキーが理論部分、ベルンシュタインが政治的要求の部分を担当して起草した原案が大会で採択された。

## 受容・反応
この綱領の草案は1891年6月29日にカウツキーによってフリードリヒ・エンゲルスに送付され、エンゲルスの手によりその楽観主義と非マルクス主義性によって批判されている（エルフルト綱領批判）。

### 公式解説書
カウツキーは1892年、この綱領に関するドイツ社会民主党の公式解説書『階級闘争』を書いた。この綱領の立場は当時的な状況の中ではだいたいにおいてマルクス主義的であったが、『階級闘争』に代表されるマルクス主義は、後の批評家たちによってしばしば「俗流マルクス主義」あるいは「第二インターナショナルのマルクス主義」と呼ばれた。 カウツキーやベーベルの著作に見られる大衆的なマルクス主義の表現は、19世紀後半から1914年にかけて、マルクス自身の著作よりも広くヨーロッパで読まれ、流通した。『階級闘争』は1914年までに16の言語に翻訳され、マルクス主義理論の一般的な要約として受け入れられるようになった。この文書は、1917年の10月革命によって国際社会主義運動が大きく分裂する以前には、「正統派」マルクス主義理論の中核的文書の1つとなった。各国社会民主党にとっては、その綱領策定のモデルとなった。